# الغريب المثالي (فلم)
ذا بيرفكت سترينجر (بالإنجليزية: The Perfect Stranger) وتعني (الغريب المثالي) ، هو فلم مسيحي أمريكي مثل في 2005 كتبها ديفيد غريغوري وجيفرسون مور ومن هذا الفلم مثل فلم آخر وهو أنذر بيرفكت سترينجر، انتج في 28 أكتوبر 2005 وهو من بطولة جيفرسون مور وباميلا بروميلي، والفلم يتكلم عن حكاية امرأة لادينية وغير مؤمنة بالمسيح ثم يدعوها شخص اسمه يسوع المسيح إلى عشاء في إحدى المطاعم ويتناقشان حول الديانة المسيحية والمعتقد لكي تعيد المرأة إلى دينها وايمانها.

## وصلات خارجية
- Official website
- مقالات تستعمل روابط فنية بلا صلة مع ويكي بيانات